# 山本淳一
山本 淳一（やまもと じゅんいち、1972年2月28日 - ）は、日本の歌手、俳優、プロレスラー。男性アイドルグループ・光GENJIの元メンバー。

## 経歴
ジャニーズ事務所に入所後、1987年に光GENJIのメンバーとしてデビュー。プロレスにも関心があり、ジャニーズ事務所所属時には新日本プロレス道場にて山本小鉄にプロレストレーニングを毎日受けていた。
1995年にグループ解散後、ジャニーズ事務所に残留するが、2002年に退所。一時は一般企業に就職し、バナー広告を売る営業マンとして働いていた。
その後2012年に芸能活動を再開するが、2013年3月2日に所属事務所との契約が解除となり、再び芸能活動を休止した。原因は借金問題と言われている。その後は西日本在住の知人社長を頼り、愛媛県の道後温泉にあるバーで店長として働いていることが報道された。
2014年9月29日、公式ブログを開設。翌日に芸能活動再開と報じられた。
2015年10月31日、2016年2月13日とシアタープロレス花鳥風月運営元のG-TALENT主催でライブを開催。
2016年2月14日にプロレスラーデビュー。
2022年夏より本格的に芸能活動を再開している。
2023年5月29日、佐藤寛之とともにユニット『ふたつの風』を結成した。

## 人物
2001年2月、女優・遠山景織子との“結婚”を発表。同9月に長男が誕生したが、2002年4月に未入籍のまま破局した。

## ディスコグラフィ

### シングル
| ＃ | 発売日         | タイトル |
| -- | -------------- | -------- |
| 1  | 1992年12月16日 | 嵐になれ |

### ミニアルバム
| 発売日        | タイトル     | 収録曲                                                                              |
| ------------- | ------------ | ----------------------------------------------------------------------------------- |
| 2016年4月15日 | Keep chasing | 1. 少年 2. ゼッタイ 3. フワリ 4. ニジイロのセカイ 5. Yell〜message〜 6. Go Straight |

## 出演

### バラエティ番組
- ネプリーグ
- ダウンタウンなう（2015年11月6日、フジテレビ） - 諸星和己と共演[14]
- これ、もう時効だよね？～今だから聞いちゃいますけど…～（2016年5月23日、30日、テレビ東京）- 大沢樹生と共演[15]
- 7 S.T.A.R.S. 〜7つの答え〜 佐藤アツヒロが繋ぐ光GENJIの現在 第4話・第5話・第6話（2025年4月6日・5月4日・6月15日、WOWOW）[16][17][18]

### テレビドラマ
- スターライト・キッズ 新・北斗七星伝説 （1988年10月11日、TBS）
- 世にも奇妙な物語 「時間よ止まれ」 （1991年1月17日、フジテレビ） - 主演
- 非行少年たち （1992年10月15日、日本テレビ）
- 映画みたいな恋したい 「メリークリスマスを君に」 （1992年12月26日、テレビ東京） 主演
- 八神くんの家庭の事情 （1994年10月 - 1995年2月、テレビ朝日） - 五十里純一　役
- DRIVEしたいのに （1997年9月23日 - 11月4日、全7話、名古屋テレビ） - 主演

### 映画
- ロックよ、静かに流れよ （1988年2月20日、東宝）
- 少年武道館 （1988年2月20日、東宝）
- ふ・し・ぎ・なBABY （1988年12月18日、東宝）
- 河童 kappa （2006年5月13日、カエルカフェ）

### 舞台
- ジャニーズファンタジー 「KYO TO KYO」（1997年8月18日、京都シアター1200）[19]
- ファミリーミュージカル PINO（2000年7月24日・26日︰岡山シンフォニーホール、7月25日︰島根・石央文化ホール、7月27日︰島根・石西県民文化会館、7月29日︰秋田・協和町民センター、7月30日︰秋田県民児童会館、8月4日︰青森・十和田市民文化センター、8月5日︰岩手・久慈市文化会館、8月6日︰青森・八戸公会堂、9月9日︰宮城・多賀城市民会館、9月10日︰岩手・大船渡市JA会館、9月15日︰山形市民会館）[20]
- 森は生きている

### CM
- アイデアポーター「忍者WARS」（シアタープロレス花鳥風月　忍者WARSトークイベント編、2016年8月 − 9月）[21]

### 劇場アニメ
- 映画 忍たま乱太郎（1996年） - 月鬼 役[22] ※友情出演

### ラジオ
- 山本淳一のジャストインミュージック（1994年4月10日 - 2002年3月31日、朝日放送ラジオ[23]）
- 佐野美和アグリーfeat.山本淳一（2023年4月5日 - 、Tokyo Star Radio） - 佐野美和と共演